# Ħamrija torony
 Ħamrija torony (máltaiul:  Torri tal-Ħamrija ), eredetileg Torre della Pietra Nigra, (máltaiul: Torri tal-Ħaġra s-Sewda) más néven Torri ta' Rsejjen kis őrtorony Qrendiben, Máltán. A torony 1659-ben épült Martín de Redín nagymester parancsára, aki Málta partjainak védelmében összesen tizenhárom hasonló kisméretű erődtornyot építtetett 1657 és 1660 között. A tornyot a Heritage Malta restaurálta, jó állapotban van.

## Története

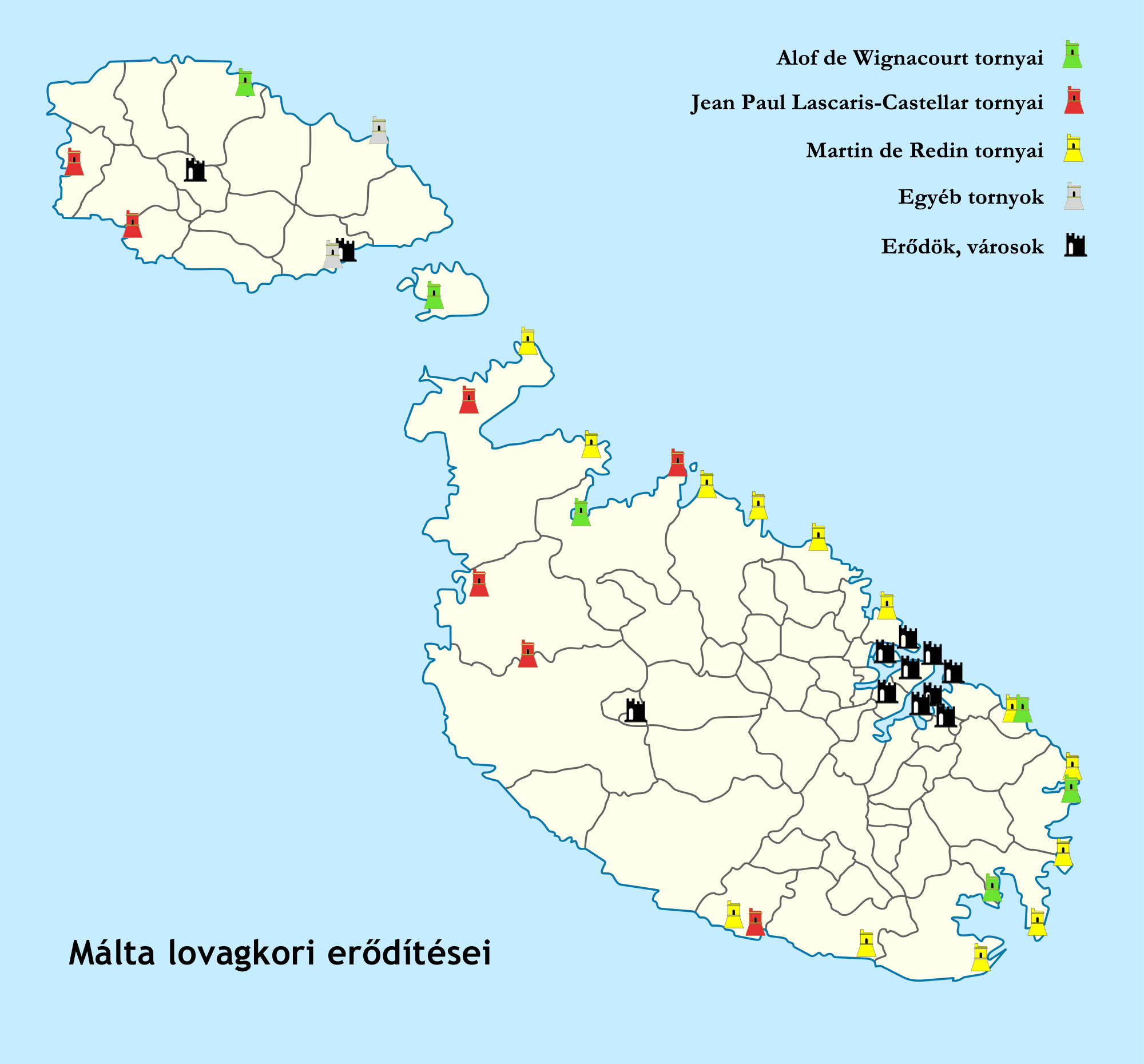
Málta 1530–1798 között épült partvédelmi rendszere

A máltai lovagrend nagyszabású védelmi rendszerében a de Redín-tornyok feladata az volt, hogy őrhelyként működjenek: riasszák a helyőrséget és figyelmeztető lövéseket adjanak le a közelgő ellenségre, kalózokra, vagy karantén-elkerülőkre. A tornyokat egymástól látótávolságára helyezték el, hogy éjjel-nappal jelezhessenek egymásnak és a nagyobb erődöknek. Ezek sorában a Ħamrija torony tizenkettedikként épült. Ez az utolsó torony a délnyugati partszakaszon, a hozzá legközelebb a Xutu torony áll. 
1659-ben készült el, egy középkori őrhely helyén, Siġġiewi és Qrendi határán, rálátással Filfla szigetére. Formailag a De Redin-tornyok szabványos kialakítását követi: négyzetes alaprajzú, kétszintes, lapostetős, a tetőn egy toronnyal. A belső tér két emeletén egy-egy szoba található. A felső szintre eredetileg létrán lehetett bejutni, itt volt a katonák őrhelye. Viszonylag kevés fegyverzettel rendelkezett – eredetileg egy 3-fontos ágyúval volt felfegyverezve –, az őrszolgálatot három, négy ember látta el. 
A torony néhány száz méterre található két megalitikus templomtól, Mnajdratól és Ħaġar Qimtől, bár ezeket építésekor még nem fedezték fel. 
A tornyot a közelmúltban restaurálták és részben újjáépítették, mivel a külső burkolatok egy része összeomlott. Jelenleg a Ħaġar Qim és a Mnajdra Régészeti Park részét képezi, amely magában foglalja a templomokat, a tornyot, a Sir Walter Congreve emlékművét, és egy látogatóközpontot.

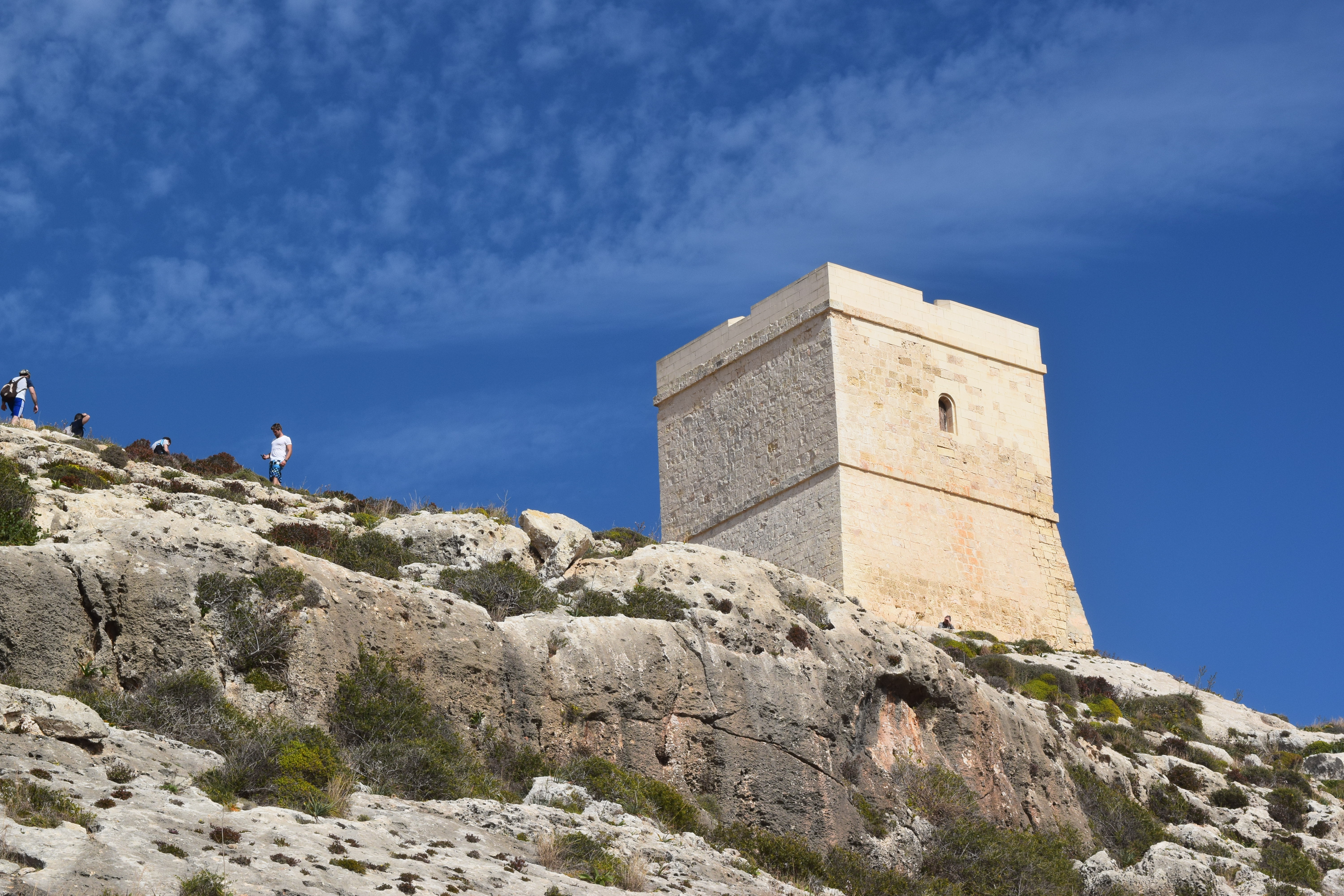
A Ħamrija torony parti oldala
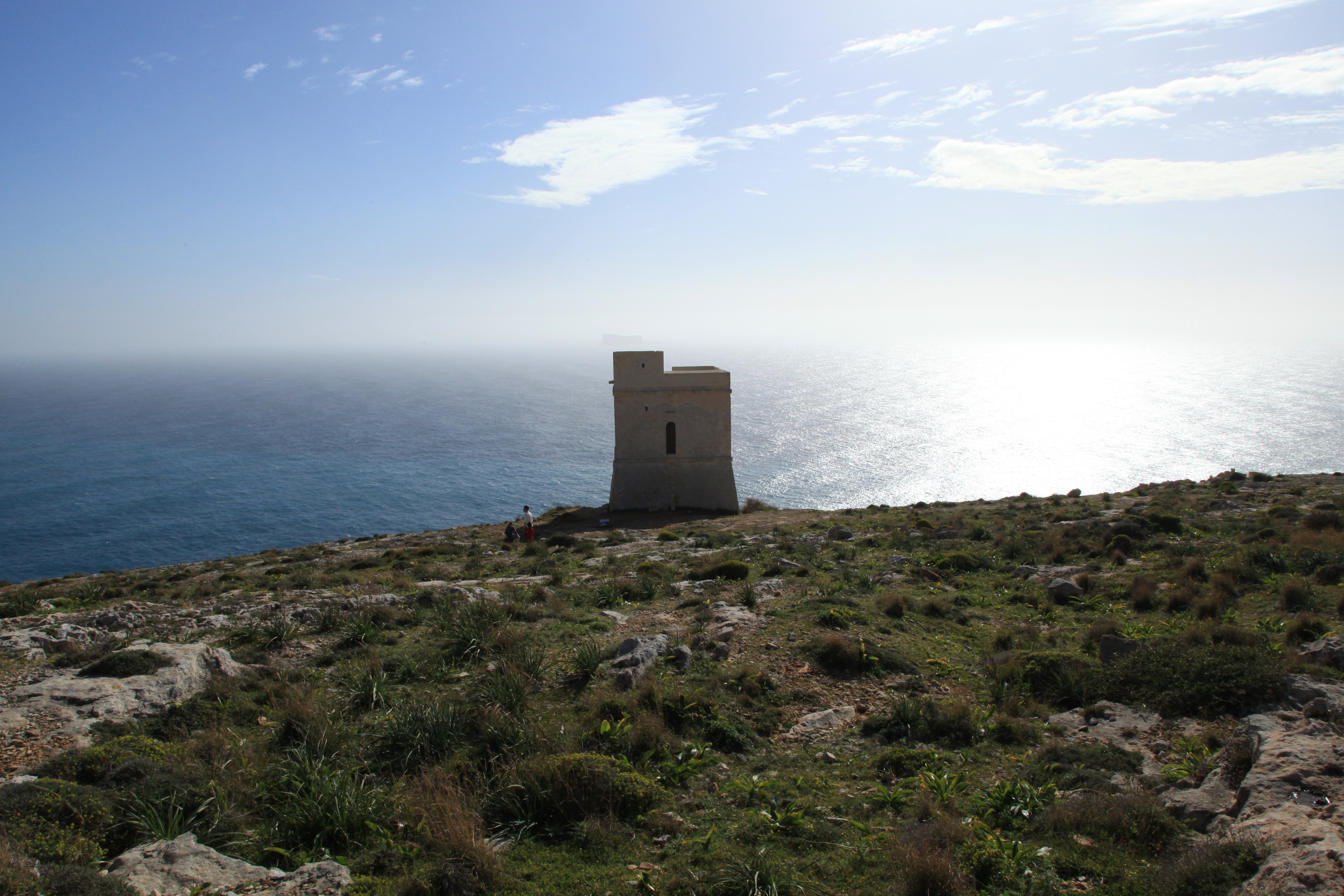
Látkép a régészeti park felől
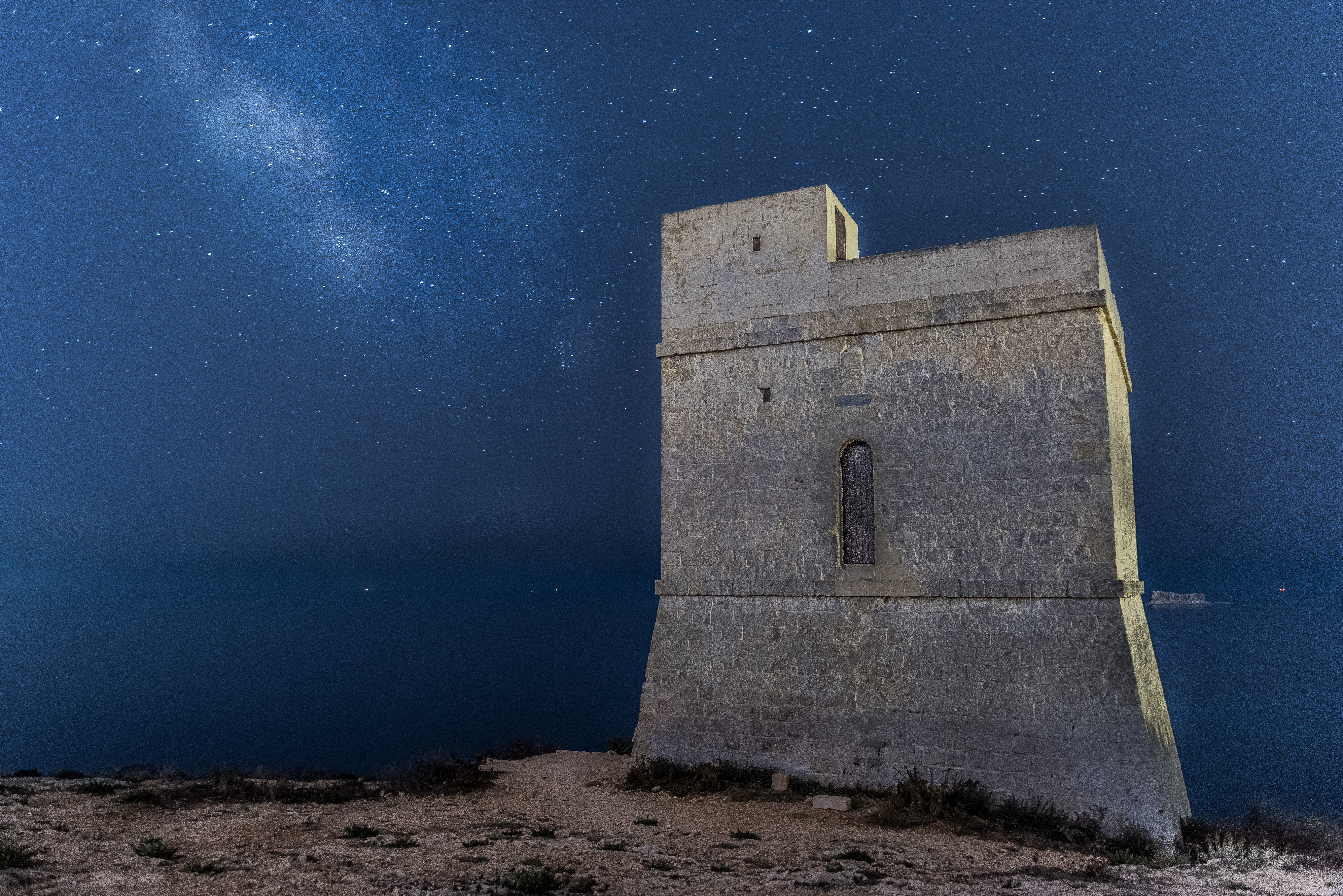
A torony a csillagok alatt, hátterében Filfla szigete

## Fordítás
Ez a szócikk részben vagy egészben  a(z)    Ħamrija Tower  című angol Wikipédia-szócikk fordításán alapul.  Az eredeti cikk szerkesztőit annak laptörténete sorolja fel. Ez a jelzés csupán a megfogalmazás eredetét és a szerzői jogokat jelzi, nem szolgál a cikkben szereplő információk forrásmegjelöléseként.

## Külső hivatkozások
- A máltai szigetek kulturális javainak nemzeti jegyzéke